# Sædgås
Sædgåsen (Anser fabalis) er en fugl i familien af egentlige andefugle. Den har en længde på 66-88 cm og et vingefang på 147-175 cm. Den kan leve i op til 10 år. Benene er orange ligesom næbbet, der desuden har sorte tegninger. Den lever i skovmoser i Skandinavien og i tajgaen i det nordlige Rusland og Sibirien. Sædgåsen er som andre gæs planteæder og har fået sit navn, fordi den delvis lever af korn på dyrkede marker.
Arten er ret almindelig i Danmark som trækfugl.

## Tajgasædgås og tundrasædgås i Danmark
Den underart, der forekommer i Danmark er tajgasædgåsen (Anser fabalis fabalis). Tajgasædgåsen var vurderet som næsten truet på den danske rødliste 2019, men Livskraftig i 2023.
Sædgåsens nære slægtning tundrasædgås, der i begyndelsen af 2000-tallet blev anerkendt som en selvstændig art, ses sjældent i Vestjylland som underarten Anser serrirostris rossicus. Nogle autoriteter betragter stadig tundrasædgås som en underart af sædgås.